# Momosuke-Brücke
Die Momosuke-Brücke (japanisch 桃介橋 Momosukebashi) ist eine Fußgängerbrücke über den Fluss Kiso und die Nationalstraße 19 in der Stadt Nagiso in der Präfektur Nagano auf der japanischen Hauptinsel Honshū. Sie gilt als Japans längste hölzerne Hängebrücke.
Die 247,76 m lange Brücke hat vier Öffnungen mit Pfeilerachsabständen von 14,87 + 104,50 + 104,44 + 23,95 m (von West nach Ost). Auf ihren drei steinernen Pfeilern stehen 13,30 m hohe Stahlbeton-Pylone, die die zwei Tragkabel aus je vier Drahtseilen stützen. Nach dem Vorbild von Roeblings Brooklyn Bridge wird ihr Fahrbahnträger sowohl von Hängern als auch von Schrägseilen getragen. Zur weiteren Stabilisierung dienen bogenförmige Abspannungen zu den Ufern. Der hölzerne Fahrbahnträger wird von beidseitigen, 2,33 m hohen hölzernen Fachwerkträgern versteift. Von dem mittleren Pfeiler führt eine Steintreppe zum Flussbett hinunter.
Die von Momosuke Fukuzawa entworfene Brücke wurde für den Transport von Baumaterial durch eine Schmalspurbahn zu dem 1923 fertiggestellten Yomikaki-Kraftwerk der Daido Power Co. gebaut. Sie war 1922 fertiggestellt. Später diente sie als örtliche Straßenbrücke, bis sie 1978 aus Sicherheitsgründen geschlossen wurde. Zwischen 1991 und 1993 wurde sie wieder instand gesetzt.